# Quỳnh Hậu
Quỳnh Hậu là một xã của huyện Quỳnh Lưu, tỉnh Nghệ An, Việt Nam.

## Địa lý
Xã nằm cách thị trấn Cầu Giát 02 km về phía Nam, cách thị xã Hoàng Mai 22 km về phía Bắc.
Địa giới hành chính xã Bắc giáp xã Quỳnh Thạch; Nam giáp xã Quỳnh Hồng; Tây giáp xã Quỳnh Hoa; Đông giáp xã Quỳnh Đôi.

## Văn Hóa - Lịch Sử
Quỳnh Hậu là xã vùng nông giang với diện tích tự nhiên 529 ha trong đó, diện tích canh tác 403 ha. Xã có đường Quốc lộ 1 đi qua, phía Tây giáp xã Quỳnh Hoa, phía Bắc giáp xã Quỳnh Thạch, phía Đông giá xã Quỳnh Đôi và phía Nam giáp xã Quỳnh Hồng và Quỳnh Bá. Có 12 xóm, dân số 8.050 người. Cách trung tâm Thị trấn Cầu Giát 3 km về phía Tây Nam, là một vùng quê có lịch sử hình thành và phát triển lâu đời.
Theo sử sách xưa và qua kết quả khảo cổ tại di chỉ văn hóa Cồn Điệp - Đền Đông cho thấy con người đã có mặt tại đây khoảng trên 3.500 năm. Xã Quỳnh Hậu xưa là làng Bào Hậu, tên thường gọi là làng Bèo hay kẻ Bèo, thuộc tổng Thanh Viên, huyện Quỳnh Lưu. Theo lời của các bậc tiền nhân truyền lại, tên gọi Kẻ Bèo có từ năm 990 Canh Dần, khi vua Lê Đại Hành phong sắc cho thần Cao Sơn - Cao Các là thành hoàng của làng, còn Bào Hậu là tên gọi khi huyện đường Quỳnh Lưu chuyển về đây (năm 1660). Sau Cách mạng tháng Tám (1945), Bào Hậu là một làng lớn, gồm người của 48 dòng họ, dân số đông nhất huyện nên được xem như một đơn vị hành chính do Ủy ban Cách mạng lâm thời làng Bào Hậu quản lý. Tháng 12/1945, thực hiện Sắc lệnh của Chính phủ bỏ cấp tổng, thành lập chính quyền 4 cấp, làng Bào Hậu lập thành  xã và giữ nguyên tên gọi là Bào Hậu. Cuối 1946, xã Bào Hậu nhập với Thạch Động, Lam Cầu (nay gọi là xã Quỳnh Thạch) thành xã Tân Hoá. Tháng 12/1946, xã Tân Hoá nhập với xã Văn Phong (gồm: Phú Mỹ, nay gọi là Quỳnh Hoa, Phú Vĩnh, Lam Cầu) thành xã Quỳnh Sơn. Sau cuộc phát động giảm tô (1954), xã Quỳnh Sơn được tách ra thành các xã nhỏ: Quỳnh Hậu, Quỳnh Hoa, Quỳnh Thạch. Tên xã Quỳnh Hậu (vốn là đất đai và dân số của Bào Hậu xưa) được chính thức hoạch định từ đấy. Ngày 5/5/1976, Thủ tướng chính phủ ra Quyết định nhập các xã Quỳnh Hậu, Quỳnh Hồng, Quỳnh Thạch thành xã Quỳnh Sơn. Tháng 10 năm 1981 Thủ tướng chính Phủ Quyết định tách xã Quỳnh Sơn ra thành các xã như lúc sáp nhập và lấy tên chữ đầu của huyện là chữ đầu của xã, theo đó địa giới cùng tên gọi xã Quỳnh Hậu được ổn định cho đến bây giờ.
Dù đã bao nhiêu lần thay đổi, từ tên gọi kẻ Bèo, Bào Hậu rồi Tân Hóa, Quỳnh Sơn, đến Quỳnh Hậu vẫn luôn là một địa danh lịch sử quen biết và mến yêu đối với khách bạn gần xa. Các thế hệ nối tiếp nhau cần cù trong lao động, khai phá đất đai, xây dựng xóm làng, chống thiên tai, giặc giã để giữ gìn quê hương, tạo nên truyền thống tốt đẹp của một vùng quê xứ Nghệ. Là xã có bề dày về văn hóa - lịch sử, những di chỉ Cồn Điệp - Đền Đông đã được ghi vào danh sách “ Di chỉ văn hóa Việt Nam”; hệ thống đền chùa miếu mạo như: Đền Đông - Đền Tây, Đình Trung, nhà Văn Thánh - Võ Thánh (dù nay không còn) vốn đã đi vào ký ức - tâm linh của người dân Quỳnh Hậu bao đời; các lễ hội, hát ghẹo, hát tuồng và những sinh hoạt văn hóa độc đáo đã nâng cao tâm hồn người dân vượt qua khó khăn, gian khổ tạo dựng nên những con người Quỳnh Hậu nhân ái, vị tha, ham học…
Những năm trước đây, nghề sống chính của người dân Quỳnh Hậu chủ yếu là sản xuất nông nghiệp, đời sống còn gặp nhiều khó khăn. Trong những năm gần đây, Đảng bộ, HĐND, UBND xã đã tập chung lãnh đạo tạo nên những chuyển biến toàn diện, thay đổi diện mạo quê hương. Phát huy truyền thống thâm canh giỏi, xã đẩy mạnh việc chuyển đổi cơ cấu cây trồng, mùa vụ, đưa các loại giống mới năng suất cao vào sản xuất nên sản lượng lương thực tăng. Ngoài sản xuất lương thực, nhân dân Quỳnh Hậu chú trọng phát triển các ngành nghề, dịch vụ như mộc, nề, cơ khí, xây dựng, phát triển chăn nuôi, gia súc, gia cầm,..tạo thêm việc làm, tăng thu nhập. Kinh tế phát triển, đời sống nhân dân ngày một nâng lên. Cùng với lãnh đạo phát triển kinh tế, xã rất chú trọng đầu tư trong lĩnh vực văn hóa-xã hội, giáo dục. Tốc độ phát triển kinh tế hàng năm đạt từ 18- 20%, trong đó dịch vụ thương mại chiếm 65%, nông nghiệp chiếm 35%. Đảng bộ có 395 đảng viên, 15 chi bộ gồm 12 chi bộ thôn 3 chi bộ trường học. Trường tiểu học công nhận đạt chuẩn quốc gia mức độ 2.
Với lợi thế địa hình tương đối bằng phẳng dốc dần về phía Đông và phía Nam, khí hậu ôn hòa, độ ẩm trung bình 86%, đất đai phì nhiêu, màu mỡ, giao thông thuận lợi là điểm hẹn của nhiều dự án quan trọng cho sự phát triển bền vững trong tương lai.
```
Quỳnh Hậu là đơn vị anh hùng và là một trong năm xã đầu tiên của  tỉnh được UBND tỉnh cấp bằng công nhận xã văn hóa, xã văn hóa đầu tiên của huyện Quỳnh Lưu. Với truyền thống cách mạng, nhân dân anh hùng trong cuộc kháng chiến, cần cù chịu khó, năng động sáng tạo trong thời kỳ đổi mới. Để xã có bước phát triển nhanh, bền vững sớm trở thành xã đạt mô hình nông thôn mới, UBND xã kêu gọi các nhà đầu tư, liên kết đầu tư trên các lĩnh vực nông nghiệp, công nghiệp dịch vụ, thương mại, chế biến, vui chơi giải trí....Địa phương cam kết các thủ tục và cơ chế nhanh nhất, hiệu quả nhất, trách nhiệm nhất khi các dự án mới đầu tư vào địa bàn xã.
```

## Hành Chính
Quỳnh Hậu gồm 8 thôn xóm sau khi sát nhập từ 12 thôn xóm.
Xóm 1
Xóm 2: sát nhập xóm 2 cũ và 1 phần xóm 3 
Xóm 3
Xóm 4: sát nhập xóm 4 cũ và xóm 5
Xóm 5: sát nhập xóm 6 cũ và xóm 7
Xóm 6: sát nhập xóm 8 cũ và xóm 9
Xóm 7: Sát nhập xóm 10 và xóm 11
Xóm 8: Xóm 12 cũ